# Eric Erlandson
Eric Theodore Erlandson (Los Ángeles, California, 9 de enero de 1963) es un músico estadounidense, más conocido por haber sido el guitarrista y cofundador de la banda de rock alternativo Hole.

## Primeros años y carrera
Erlandson nació en Sunset Boulevard en Hollywood y se crio en San Pedro, California. Él es de origen sueco, alemán e irlandés y además tiene un parentesco con Martín Lutero. Durante sus años de universidad, trabajó para la (ya desaparecida) cadena de tiendas de discos Licorice Pizza. Él tiene una licenciatura en Ciencias en Economía con especialización en marketing de la Universidad Loyola Marymount, donde su padre, Theodore Erlandson, se desempeñó como Decano de la Facultad de Artes Liberales y Ciencias.
En los primeros días de Hole, Erlandson trabajó para Capitol Records, donde administró regalías de Paul McCartney, Tina Turner y de varios otros artistas. En 1988, Erlandson viajó Europa durante varios meses «tratando de decidir lo que quería hacer con su vida».

## Hole
A mediados de 1989, Erlandson respondió a un anuncio colocado por Courtney Love en Recycler, un periódico local de anuncios clasificados. Erlandson describe la primera sesión de ensayo de la banda - que contó con la bajista original Lisa Roberts - como: 

«Aparecieron estas dos chicas alocadas, nos instalamos y me dijeron «bien, solo empieza a tocar algo» Empecé a tocar y ellas comenzaron a gritar a pleno pulmón durante dos o tres horas. Letras alocadas y griterío. Me dije a mí mismo, «la mayoría de la gente huiría» Pero oí algo en la voz y las letras de Courtney.»

A Love, Erlandson y Roberts más tarde se les unieron la baterista Caroline Rue y el tercer guitarrista Mike Geisbrecht, y con esta formación realizaron las primeras presentaciones en directo de Hole. Con una nueva formación con la nueva bajista Jill Emery y la salida de Geisbrecht grabaron su álbum debut, Pretty On The Inside, en el año 1991. Recibiendo éxito underground en el Reino Unido, Rue dejó la banda en abril de 1992, precedido por Emery quien renunció en febrero de 1992. Reclutando a Patty Schemel y a Kristen Pfaff, respectivamente, Hole firmó un contrato con su nuevo sello DGC en 1992 y un año más tarde, se fueron de gira y comenzaron a grabar para su segundo álbum, Live Through This. El álbum, calificado por la revista Time como uno de los 100 mejores álbumes de todos los tiempos, recibió aclamación unánime de la crítica y es el disco más exitoso de Hole hasta la fecha. Después de un hiato reportado en 1996, Hole lanzó su tercer álbum de estudio, Celebrity Skin, en 1998. Orientado al pop, a comparación de sus anteriores discos, el álbum fue un éxito comercial y fue el último material de Hole en el que participó Erlandson. Auf der Maur dejó el grupo en 1999 para realizar otros proyectos musicales, y el 22 de mayo de 2002, Erlandson y Love disolvieron Hole a través de su web oficial y señalaron «que no [iban a hacer] más álbumes o giras juntos.»
En 2009, Love anunció que su próximo álbum en solitario, Nobody's Daughter, iba a ser lanzado bajo el nombre de Hole y describió una reunión de la banda, que incluiría al guitarrista de Love, Micko Larkin remplazando a Erlandson. Auf der Maur fue la primera en responder a la noticia, y lo describió como «una arriesgada reunión de Hole» y Erlandson indicó que él y Love «tienen un contrato», que se reveló más tarde que era un contrato de prevención de reformaciones sin una participación mutua. En una entrevista posterior, apenas unos días antes del lanzamiento previsto de Nobody's Daugher de Hole, Erlandson explicó que «el representante [de Courtney] me convenció de que era todo aire caliente y que nunca sería capaz de terminar su álbum. Ahora me quedo en una posición incómoda.» Ni Love ni Erlandson han comentado al respecto.
Sin embargo, en abril de 2012, Courtney Love se unió a Erlandson, junto con la bajista Melissa Auf der Maur y la baterista Patty Schemel en el escenario por primera vez en 15 años en la fiesta después del estreno del documental de Schemel titulado Hit So Hard. La banda tocó dos canciones en la noche, «Miss World» del exitoso álbum de la banda Live Through This y un cover de la canción de los Wipers, «Over the Edge».

## Otros proyectos musicales
Durante un tiempo en 1996, Erlandson formó un proyecto paralelo de corta duración, Rodney & the Tube Tops, con Thurston Moore de Sonic Youth y varios otros músicos. Ellos lanzaron un sencillo titulado «I Hate the 90's», el proyecto se disolvió poco después. Él también coprodujo «Milk Carton» de The Grown Ups. Tras la disolución de Hole, él escribió canciones con la actriz Bijou Phillips y contribuyó al álbum debut de Melissa Auf der Maur como solista titulado Auf der Maur, tocando la guitarra en la pista «Would If I Could». También realizó una gira con su amigo Bill Bartell de la banda White Flag, y escribió, produjo y realizó dos shows con un grupo que incluye el cantautor John Wolfington y el baterista Blackie Onassis de Urge Overkill. En 2007, Erlandson formó un proyecto de música de improvisación, RRIICCEE, con su vecino Vincent Gallo. La banda hizo una gira por Estados Unidos y Canadá, y también tocó en el Fuji Rock Festival en Japón. Luego del concierto, Erlandson dejó el grupo. En 2010, señaló que él tiene «nuevos proyectos musicales en camino».

## Otros esfuerzos
Erlandson estudió escritura creativa en los últimos años. En 2012, publicó Letters To Kurt, su primer libro de poesía en forma de cartas a su amigo Kurt Cobain. El libro expresa sus opiniones sobre su propia vida y de la sociedad en la que vive, así como sus experiencias con Hole, su relación con Kurt, Courtney Love, la escena grunge, el dolor, el sexo, el suicidio y la espiritualidad. También habla de la muerte de otros seres queridos, desde la muerte de Cobain, su amiga y compañera de banda Kristen Pfaff y la de su padre todo lo ocurrido en menos de un año, entre abril de 1994 y marzo de 1995.
Como parte de una promoción especial avanzada a través de Akashic Books, Erlandson también lanzó Cock Soup, un libro de edición limitada que consta de 52 fotografías de recuerdos que él fotografió como acompañamiento visual de Letters To Kurt. El paquete también contenía fotografías al estilo Polaroid tomadas por él - una foto única e inscripción para cada paquete reservado y comprado, y un CD exclusivo lleno de demos para la próxima banda sonora del libro.
En la actualidad sigue trabajando en la grabación de la banda sonora, además de trabajar en varios proyectos de arte, incluyendo una pieza de arte que contiene un retrato de sus guitarras y una variedad de esculturas que él denomina como «el arte del disparo psico-sexual».
Practica el budismo de Nichiren Shōshū y visita Japón a menudo.